# Pivovar Peruc
Pivovar Peruc je bývalý pivovar v obci Peruc.

## Historie pivovaru

### Počátky pivovarnictví na Peruci
Historie vaření piva při panském sídle spadá až do přelomu 15. a 16. století tedy do dob vlastnictví Pětipeských jejichž vlastnictví Peruce je datováno až do roku 1543 kdy změnil majitele. Historie samotného pivovaru je však datována až do roku 1749. Ještě v 19. století fungoval pivovar, ale jeho produkce nebyla vysoká, výstav zásoboval pouze  místní hostince. 

### Doba rozkvětu Peruckého panství
Zahájení vaření piva spadá do doby vlastnictví rodu po Johannu Ditrichu svobodném pánu Lebedur, který převzal panství v roce 1673. V letech 1798–1814 bylo panství majetkem knížat Kinských, kteří ale o něj nejevili valný zájem. Vše se změnilo příchodem Františka Antonína hraběte Thun-Hohenstein (1786–1873). Rod Thun-Hohenstein má kořeny na Německo italských hranicích ve 12. století. Do Čech se dostal v průběhu třicetileté války a usadil se na děčínském panství, které se stalo jedním z rodových center. František Antonín byl výborným hospodářem a pokrokovým reformátorem. Na svých statcích kam patřil i Perucký pivovar se snažil reformovat vrchnostenské hospodaření a zakládal nové manufaktury a výrobní podniky. Po něm se ujal statků Bedřich, který se i politicky angažoval jako člen českého sněmu. Jeho nástupcem se stal roku 1882 František de Paul Antonín (1847–1916), který  byl v letech  1889–1896 místodržitelem v Čechách. Velmi se zasloužil o povýšení Peruce na městys 18.11.1894 a statutární listinu k užívání vlastního znaku od 24.11.1900. Největší zásluhu na rozkvětu thunských statků měl hospodářský reformátor Antonín Emanuel Komers, který v hraběcích službách působil od roku 1839 jako správce ve Slavětíně a od následujícího roku potom jako ředitel peruckého velkostatku. Jeho působení na Peruci v letech 1840-44 znamenalo reformu velkostatku a rozšíření o nový cukrovar

### Růst konkurence
Ačkoli dobové reklamy 19. století perucké pivo chválili jako výtečné, již na počátku století mělo problémy s konkurencí. I do peruckých hostinců začalo pronikat pivo plzeňské a smíchovské. Další významnou konkurencí byl Lounský pivovar patřící Schwarzenberkům , který se v sezóně 1896/97 zařadil mezi tři největší pivovary koruny české spolu s protivínským a třeboňským pivovarem. Lounský pivovar už nefungoval jako součást velkostatku jako pivovar na Peruci, ale fungoval jako samostatný moderní podnik. V té době zásoboval 122 hospod v okolí a skupoval malé okolní pivovary, které měnil na sklady. Takový byl osud například pivovaru na Pátku a v Panenském Týnci, které v té době neodolali na rozdíl od Peruce silné konkurenci. 

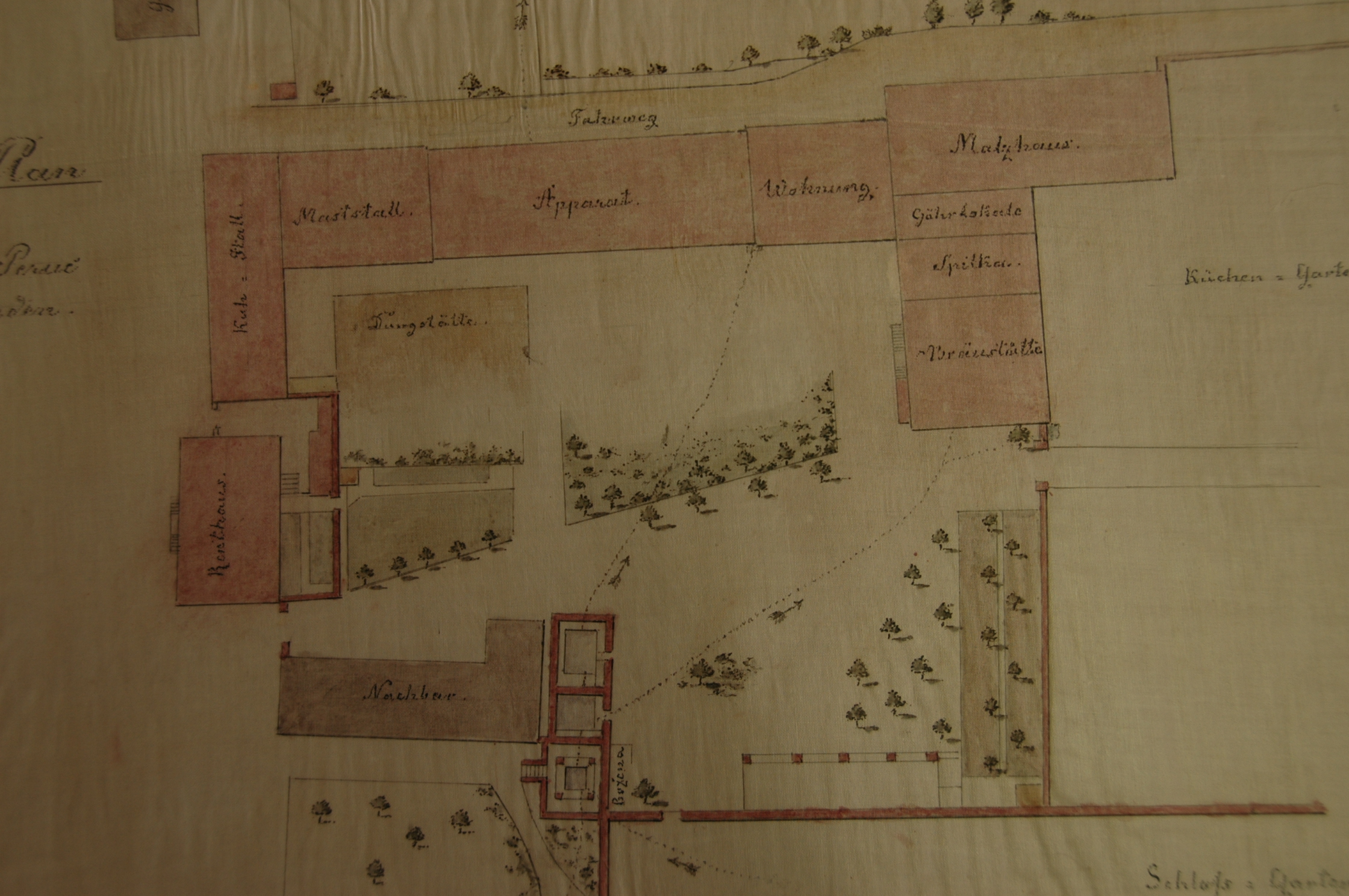
Původní mapa pivovaru

### Pivovar a jeho přestavby
Současná stavba pivovaru a zahájení výroby je datováno od roku 1749. Současná podoba pivovaru je na základě projektu z roku 1873 a elektrifikace pivovaru proběhla na základě projektu Friedricha Karla Lindemana z Prahy z roku 1913. Ve státním archivu rodu Thunů v Děčíně jsou k dispozici i návrhy na secesní přestavbu nebo různé varianty následně realizovaného projektu. 

### Ukončení výstavu
První pozemková reforma byla odstartována v roce 1919 a zahrnovala pozemkové vlastnictví větší než 150 hektarů zemědělské půdy a postihla tedy i Perucký velkostatek včetně pivovaru. Obava ze ztráty výkonnosti velkostatků jejich parcelací na malá hospodářství vedla k zřízení zbytkových statků v roce 1920, které byly definovány jako vyvlastněné dvory, jimž i po parcelaci má zbýt tolik půdy, aby budovy a ostatní inventář pro výrobu ve větším měřítku nebyly hospodářsky znehodnoceny. Následkem těchto změn a růstu konkurence bylo také ukončení činnosti pivovaru v roce 1926. Roční výstav pivovaru byl v té době 4000 hl. Posledním majitelem byl rod Thun-Hohenstein. Do roku 1940 fungoval jako stáčírna krušovického pivovaru.

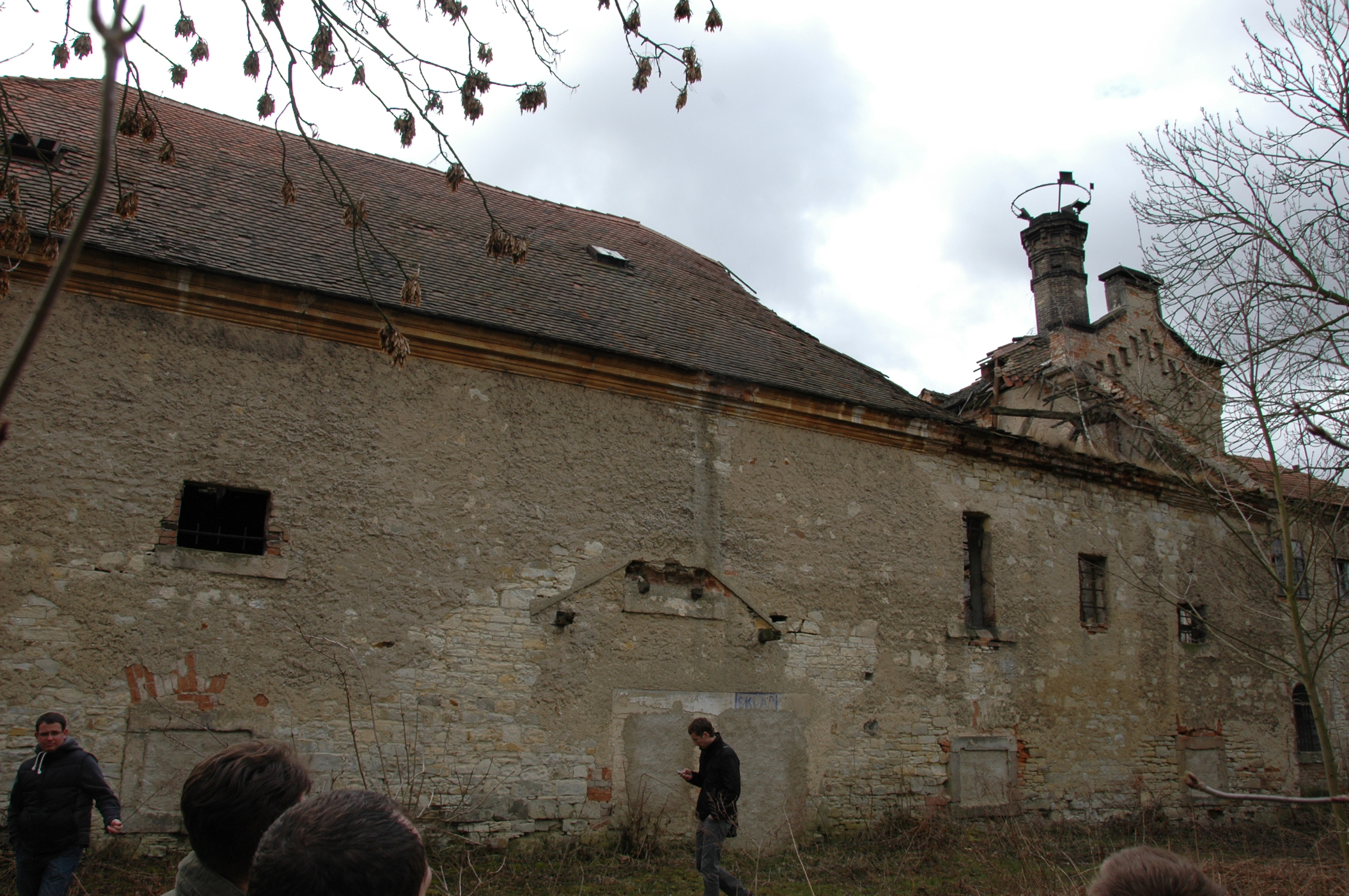
Pohled na pivovar od rybníků: sladovna a komín sušárny

### Vlastníci pivovaru
Rod pánů Lebedur do roku 1798
Rod Kinských  1798–1814
- František hrabě Kinský ze Vchynic

Rod Thun-Hohenstein 1814–1926
- František Antonín hrabě Thun-Hohenstein
- František kníže Thun-Hohenstein st.
- Bedřich kníže Thun-Hohenstein
- František kníže Thun-Hohenstein ml.
- Dr. Jaroslav kníže Thun-Hohenstein

## Současný stav
Původní objekty pivovaru byly následně jednotlivě rozprodávány. V současnosti jsou původní objekty pivovaru ve vlastnictví několika soukromých osob. Část obytných objektů je obydlena trvale, část slouží pro rekreaci. Výrobní objekty kromě sladovny jsou v poměrně zachovalém stavu a to včetně zachovalých sklepů. Sladovna má zřícenou část střechy, z původní technologie se nic nedochovalo. Výjimečná je vlastní sklepní studna, která je plně zasypána sutí, a proto její údajnou velkou hloubku nelze ověřit. Unikátem je částečně zasypaná podzemní ledovací chodba, která umožňovala dopravovat vytěžený led z rybníků pod svahem přímo do sklepení.